# Dance punk
Se conoce como dance punk a una corriente musical originada en la década de 1970 y que, posteriormente, en los años 2000, con el resurgimiento del post-punk, volvió a la notoriedad, principalmente en la ciudad de Nueva York. Su sonido, se caracteriza por fusionar el punk con  el dance rock, inspirado en el sonido de bandas post-punk de finales de los años 1970.

## Grupos
A continuación, se listan algunos grupos del género:
- ABC
- Adam Ant
- Big Audio Dynamite
- Boys Noize
- Death From Above 1979
- Does It Offend You, Yeah?
- Franz Ferdinand
- Gang of Four
- LCD Soundsystem
- Liars
- Robert Palmer
- Talking Heads
- The Rapture
- The Sounds
- Yeah Yeah Yeahs
- Radio 4